# 支石駅
支石駅（チソクえき）は、大韓民国京畿道龍仁市器興区御停路にある、龍仁軽電鉄の駅である。駅番号は(Y112)。

## 駅構造
相対式ホーム2面2線を有する高架駅。　

### のりば
- のりばの番号は存在しない。

| 上り | ●龍仁軽電鉄 | 器興行き               |
| 下り | ●龍仁軽電鉄 | 前垈・エバーランド方面 |

## 駅周辺
- 龍仁 支石墓
- 支石初等学校

## 歴史
- 2013年4月26日 - 開業。

## 隣の駅
龍仁軽電鉄
●龍仁軽電鉄
江南大駅 (Y111) - 支石駅 (Y112) - 御停駅 (Y113)